# Manggong
Manggong is een bestuurslaag in het regentschap Temanggung van de provincie Midden-Java, Indonesië. Manggong telt 4186 inwoners (volkstelling 2010).